# Tuapa
El poblado de Tuapa un municipio y un distrito electoral en la isla de Niue (Polinesia, océano Pacífico Sur). Es uno de los 14 pueblos existentes en la isla de Niue. Contaba en el año 2006 con 97 habitantes, y una superficie de 12,54 km². Está situado en la costa noroeste de dicha isla. Existe una única iglesia en el poblado, la cual situada en medio de un prado a pocos metros de la costa, cubierta con un techo de tejas. Se encuentra en la antigua zona tribal histórica de los Motu, la cual cubría la mitad norte de la isla Niue.

## Demografía
Evolución demográfica
| Gráfica de evolución demográfica de Tamakautoga entre 2001 y 2011 |
|                                                                   |
|                                                                   |

## Turismo
En las cercanías de Tuapa se encuentran la cueva Palaha, que es una de las mayores de Niue.